# Cour Baudoin
La cour Baudoin, également écrite cour Beaudoin et cour Baudouin, est une ancienne voie des entrepôts de Bercy, dans le 12e arrondissement de Paris, en France.

## Origine du nom
Le nom de cette rue fait référence à une famille de marchands, négociants et propriétaires d'entrepôts à Bercy.

## Situation
Cette voie des entrepôts de Bercy débutait rue Saint-Estèphe et se terminait rue de la Garonne.

## Historique
Cette rue a été ouverte en 1878.
Elle disparait vers 1993 lors de la démolition des entrepôts de Bercy dans le cadre de l'aménagement de la ZAC de Bercy.
Son emplacement est désormais occupé par la partie du parc de Bercy située entre les rues Joseph-Kessel, de l'Ambroisie, François-Truffaut et le quai de Bercy.